# Colonia (México)

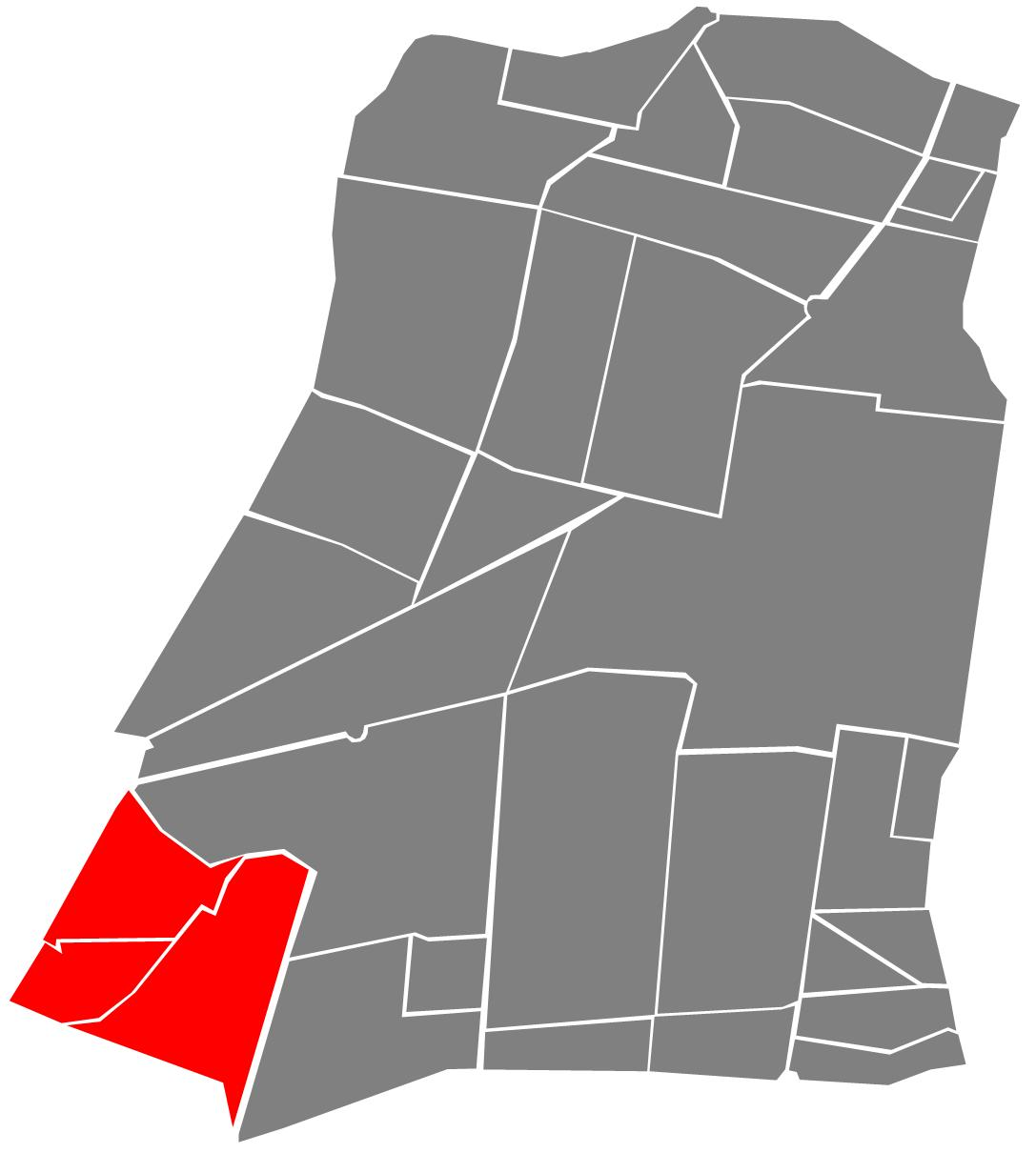
Mapa de la alcaldía Cuauhtémoc en la Ciudad de México, donde se destacan en rojo las colonias Condesa, Hipódromo e Hipódromo Condesa, que juntas forman el barrio conocido como la Condesa.

En México, una colonia es un término utilizado para referirse a un barrio dentro de una localidad más amplia. A diferencia de una localidad independiente, una colonia no tiene autonomía jurisdiccional ni representación propia. Por lo general, las colonias tienen un código postal específico; sin embargo, en los desarrollos urbanos recientes, los fraccionamientos privados también se definen como colonias y comparten el código postal de los barrios adyacentes.

## Origen
El origen del término colonia, utilizado para referirse a un barrio, es desconocido. El primer asentamiento urbano planificado en las afueras de la Ciudad de México durante el siglo XIX, conocido como Colonia de los Arquitectos (actualmente Colonia San Rafael), ya utilizaba esta denominación para designar el conjunto de lotes. Según el escritor Vicente Quirarte, el sentido de esta palabra proviene de la denominación del asentamiento que se hallaba en las afueras de la antigua Ciudad de México, ubicado en la Avenida Bucareli, por invasores franceses durante el Segundo Imperio. A este asentamiento se le conocía como colonia francesa. Tras la expulsión del ejército francés del país, el nombre del lugar se modificó a México Nuevo, pero la costumbre de llamarlo colonia perduró. Los fraccionamientos subsecuentes en la zona empezaron a ser conocidos como colonias, independientemente de si tenían un origen extranjero o no.
El Diccionario del español de México de El Colegio de México recoge esta acepción como su primera entrada, en contraste con el diccionario de la Real Academia Española (RAE), que la ubica en la décima posición, resaltando así su particularidad en el dialecto mexicano del español.